# Clara Eaton Cummings

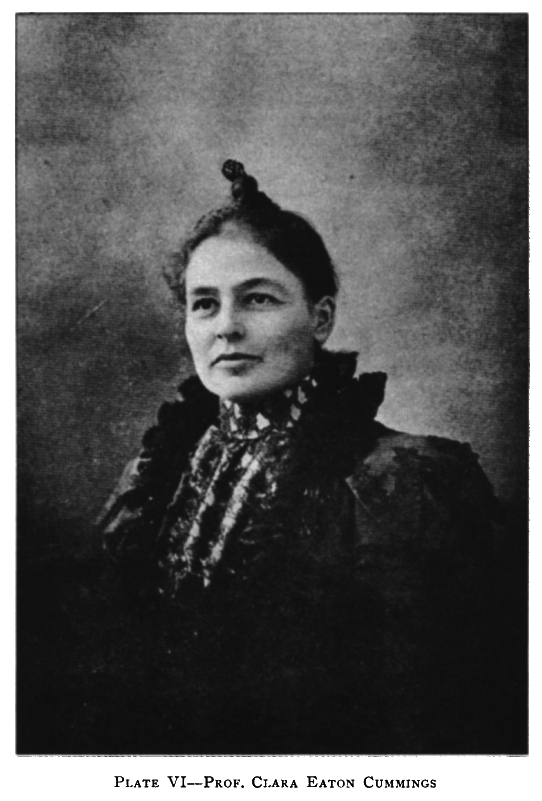
Clara E. Cummings

Clara Eaton Cummings (* 13. Juli 1855 in Plymouth (Massachusetts); † 28. Dezember 1906 in Concord (New Hampshire)) war eine US-amerikanische Botanikerin und Hochschullehrerin. Sie war Hunnewell-Professorin für Kryptogamische Botanik am Wellesley College in Massachusetts.

## Leben und Werk
Cummings wurde als Tochter von Noah Conner und Elmira George Cummings geboren und absolvierte 1872 die Normal School. Sie schrieb sich 1876 nur ein Jahr nach der Eröffnung am Wellesley College ein, war von 1878 bis 1879 dort Kuratorin am Botanischen Museum und war anschließend bis 1886 Ausbilderin für Botanik. 1886 und 1887 studierte sie bei dem Botaniker Arnold Dodel-Port an der Universität Zürich, wo sie Diagramme für eine kryptogamische Botanik-Illustration erstellte. Während ihres Aufenthalts in Europa besuchte sie verschiedene botanische Gärten, so in Paris, Genua, Brüssel. Nach ihrer Rückkehr aus Zürich wurde sie außerordentliche Professorin für kryptogamische Botanik am Wellesley College. 1906 wurde ihr Titel in Anerkennung für ihre spezialisierte Arbeit in Hunnewell-Professorin geändert.
Als Mitherausgeberin von Plant World sammelte sie Moose und Flechten insbesondere in Neuengland und Kalifornien. Sie untersuchte hauptsächlich kryptogame (sporenreproduzierende) Pflanzen wie Moose und Flechten und charakterisierte Hunderte von Flechtenexemplare.  Ein Großteil ihrer Arbeit erschien in den Büchern anderer Botaniker, obwohl sie 1885 einen Katalog von Leberblümchen und Moosen Nordamerikas veröffentlichte.
1904 veröffentlichte sie einen Katalog mit 217 Arten alaskischer Flechten, die während der Harriman-Alaska-Expedition 1899 gesammelt wurden und 76 neue Arten in Alaska und mindestens zwei neue Arten enthielten.
Im Februar und März 1905 unternahm sie eine Reise nach Jamaika, wo sie Flechten sammelte. Nach ihrem Tod wurde ihre Sammlung an den New York Botanical Garden geschickt.
Die Standard-Autorenabkürzung Cumm. wird verwendet, um diese sie als Autorin anzugeben, wenn ein botanischer Name zitiert wird.

## Mitgliedschaften
- American Association for the Advancement of Science
- Boston Society of Natural History Englisch
- Botanical Society of America Englisch
- Torrey Botanical Society

## Veröffentlichungen (Auswahl)
- Catalogue of Musci and Hepaticae of North America, North of Mexico, 1885.
- An Expedition through the Yukon District – Appendix, in: The National Geographic Magazine Band 04.
- The Lichens in the Flora of Middlesex County, Massachusetts. 1892. The Cryptogams of the C. Willard Hayes Expedition to the Yukon District, Alaska. In: National Geographic Magazine Band 4, 1888.
- The Mosses and Lichens collected by Miss Grace E. Cooley in Alaska and Nanaimo,  In: B. C. Bulletin Torrey Botanical Club, Band 19, 1892.
- The Lichens of the Baur collections in the Galapagos Islands.In: American Journal, Band 50, 1895.
- Flora of the Blue Hills, Middlesex Fells, Stony Brook and Beaver Brook Reservations of the Metropolitan Commission of Massachusetts. Lichens, 1896.
- A review of Schneider's Text-book of Lichenology. In: Botanical Gazette, Band 25, 1898.
- Lichens of the Cape Nome and Norton Bay Regions of Alaska. Department of tl._ Interior. In: U. S. Geological Survey Band 167, 1901.
- Alabama Lichens. Life of Alabama, S. 263. 1902. Lichens of the Nachvak, Labrador. In: Bulletin Society of Philadelphia, 1901.
- Notes on new species of Lichens, In: Science Band 15, 1902.
- The Lichens of Alaska. Harriman Alaska Expedition, Botany, Plates, 1904, S. 67–149.